# Becky Holliday
Becky Holliday (Sacramento, 12 de março de 1980) é uma atleta norte-americana, especialista no salto com vara.
Ganhou a medalha de bronze nos Jogos Pan-Americanos de Guadalajara 2011 com a marca de 4,30m. Sua melhor marca na prova é 4,60m, obtida em 2010.
Ficou em segundo lugar na seletiva americana, com a marca de 4,55m. Com isso, se classificou para os Jogos Olímpicos de Londres 2012.